# Distrito de Cospán
El Distrito de Cospán es uno de los 12 distritos de la provincia de Cajamarca  ubicada en el departamento de Cajamarca, bajo la administración del Gobierno regional de Cajamarca, en el norte del Perú.
Desde el punto de vista jerárquico de la Iglesia católica forma parte de la diócesis de Cajamarca la cual, a su vez, pertenece a la arquidiócesis de Trujillo.

## Historia
El distrito fue creado mediante Ley del 14 de diciembre de 1870, en el gobierno de José Balta.
La altitud en la que está ubicada este distrito es de 2365 m s. n. m.

## Autoridades

### Municipales
- 2023-2026
  - Alcalde: Carlos Wilmer Saldaña Cusquisiban

### Policiales
Se encuentra acantonada la Comisaría Rural PNP  de Cospán perteneciente a la Comisaría sectorial PNP Baños del Inca y esta a su vez, a la Región Policial de Cajamarca. La mencionada comisaría está a cargo del comisario Sb PNP Mario Figueroa Santamaría.

## Festividades
- Virgen del Rosario. Da inicio el 27 de septiembre y culmina el 10 de octubre, siendo el día central el 7 de octubre.